# Coppa Italia Primavera 2020-2021
La Coppa Italia Primavera 2020-2021, denominata Primavera TIM Cup per questioni di sponsorizzazione, è stata la quarantanovesima edizione del torneo riservato alle squadre giovanili iscritte al Campionato Primavera 1 2020-2021 e Campionato Primavera 2 2020-2021. Il torneo è iniziato il 23 settembre 2020 ed è terminato il 28 aprile 2021. La Fiorentina si è confermata per la terza volta consecutiva, conquistando il trofeo per la sesta volta nella sua storia.

## Formula
La competizione si articola su turni successivi ad eliminazione diretta: primo e secondo turno eliminatorio; ottavi di finale; quarti di finale; semifinali; finale. Le gare del primo e secondo turno eliminatorio, degli ottavi di finale, dei quarti di finale e la finale si svolgono ad eliminazione diretta in gara unica. Le semifinali si svolgono ad eliminazione diretta con gare di andata e ritorno, col meccanismo delle coppe europee, ovvero in caso di pareggio dopo 180 minuti a passare il turno è la squadra che ha segnato il maggior numero complessivo di reti nelle due partite o, in caso di parità nelle reti complessive, il maggior numero di reti in trasferta; in caso di parità anche nei gol segnati fuori casa si procede con i tempi supplementari e in caso di ulteriore parità con i tiri di rigore.

Durante il sorteggio del tabellone a ciascuna squadra è assegnato un numero di tabellone in base alla divisione delle Società in quattro gruppi da otto definiti secondo criteri di vicinanza geografica e compatibilmente con una equa distribuzione tra Società di Serie A e Società di Serie B, eccezion fatta per le squadre che entrano in gioco dagli ottavi di finale, il cui numero dipende dalla posizione in classifica nell'anno precedente.
|                                         | Squadre che entrano in questo turno | Squadre qualificate dal turno precedente    |
| --------------------------------------- | --- | ------------------------------------------- |
| Primo turno eliminatorio (32 squadre)   | - 8 squadre del Campionato Primavera 1 - 5 squadre del Campionato Primavera 1 2019-2020 - 3 squadre promosse dal Campionato Primavera 2 2019-2020 - 24 squadre del Campionato Primavera 2 - 2 squadre retrocesse dal Campionato Primavera 1 2019-2020 - 16 squadre partecipanti al Campionato Primavera 2 2019-2020 - 4 squadre ammesse al Campionato Primavera 2 2020-2021 |                                             |
| Secondo turno eliminatorio (16 squadre) | | - 16 vincenti del primo turno eliminatorio  |
| Fase finale (16 squadre)                | - 8 squadre del Campionato Primavera 1 con numero 1-8 - 1 squadra vincitrice della Coppa Italia Primavera 2019-2020 - 7 squadre dal Campionato Primavera 1 2019-2020 (dal 1º al 7º posto) | - 8 vincenti del secondo turno eliminatorio |

## Squadre
| Squadre                | Rank                   |
| Campionato Primavera 1 | Campionato Primavera 1 |
| ---------------------- | ---------------------- |
| Fiorentina             | 1                      |
| Atalanta               | 2                      |
| Cagliari               | 3                      |
| Inter                  | 4                      |
| Juventus               | 5                      |
| Genoa                  | 6                      |
| Roma                   | 7                      |
| Empoli                 | 8                      |

| Squadre                | Rank                   |
| Campionato Primavera 1 | Campionato Primavera 1 |
| ---------------------- | ---------------------- |
| Milan                  | 11                     |
| Sampdoria              | 13                     |
| Torino                 | 15                     |
| Sassuolo               | 19                     |
| SPAL                   | 20                     |
| Bologna                | 29                     |
| Ascoli                 | 38                     |
| Lazio                  | 39                     |

| Squadre                | Rank                   |
| Campionato Primavera 2 | Campionato Primavera 2 |
| ---------------------- | ---------------------- |
| Monza                  | 9                      |
| Pisa                   | 10                     |
| Brescia                | 12                     |
| Virtus Entella         | 14                     |
| Spezia                 | 16                     |
| Frosinone              | 17                     |
| Salernitana            | 18                     |
| Cremonese              | 21                     |
| Parma                  | 22                     |
| Reggiana               | 23                     |
| Pescara                | 24                     |
| Verona                 | 25                     |

| Squadre                | Rank                   |
| Campionato Primavera 2 | Campionato Primavera 2 |
| ---------------------- | ---------------------- |
| Pordenone              | 26                     |
| Venezia                | 27                     |
| Cittadella             | 28                     |
| Chievo                 | 30                     |
| Udinese                | 31                     |
| L.R. Vicenza           | 32                     |
| Lecce                  | 33                     |
| Benevento              | 34                     |
| Crotone                | 35                     |
| Reggina                | 36                     |
| Napoli                 | 37                     |
| Cosenza                | 40                     |

## Primo turno eliminatorio
| Squadra 1         | Risultato       | Squadra 2      |
| ----------------- | --------------- | -------------- |
| 23 settembre 2020 |                 |                |
| Monza             | 3 - 2 (dts)     | Pisa           |
| Milan             | 3 - 1           | Brescia        |
| Sampdoria         | 2 - 0           | Virtus Entella |
| Sassuolo          | 1 - 2           | SPAL           |
| Cremonese         | 1 - 3           | Parma          |
| Reggiana          | 3 - 2 (dts)     | Pescara        |
| Venezia           | 0 - 2           | Cittadella     |
| Bologna           | 3 - 1           | Chievo         |
| Lecce             | 4 - 1           | Benevento      |
| Crotone           | 2 - 1           | Reggina        |
| Napoli            | 4 - 0           | Ascoli         |
| 24 settembre 2020 |                 |                |
| Torino            | 2 - 0           | Spezia         |
| Verona            | 1 - 0           | Pordenone      |
| Lazio             | 3 - 1           | Cosenza        |
| 26 settembre 2020 |                 |                |
| Udinese           | 2 - 2 (0-3 dtr) | L.R. Vicenza   |
| 14 ottobre 2020   |                 |                |
| Frosinone         | 6 - 2 (dts)     | Salernitana    |

## Secondo turno eliminatorio
| Squadra 1         | Risultato       | Squadra 2    |
| ----------------- | --------------- | ------------ |
| 30 settembre 2020 |                 |              |
| Monza             | 1 - 1 (4-5 dtr) | Milan        |
| Sampdoria         | 2 - 2 (4-2 dtr) | Torino       |
| Verona            | 3 - 3 (6-5 dtr) | Cittadella   |
| Bologna           | 3 - 3 (4-2 dtr) | L.R. Vicenza |
| Lecce             | 1 - 2           | Crotone      |
| Napoli            | 1 - 3           | Lazio        |
| 7 ottobre 2020    |                 |              |
| Parma             | 2 - 1 (dts)     | Reggiana     |
| 19 gennaio 2021   |                 |              |
| Frosinone         | 0 - 5           | SPAL         |

## Ottavi di finale
| Squadra 1       | Risultato | Squadra 2 |
| --------------- | --------- | --------- |
| 3 febbraio 2021 |           |           |
| Fiorentina      | 2 - 1     | Milan     |
| Juventus        | 2 - 1     | Sampdoria |
| Empoli          | 2 - 1     | SPAL      |
| Genoa           | 3 - 1     | Parma     |
| Roma            | 1 - 2     | Verona    |
| Cagliari        | 3 - 1     | Bologna   |
| Inter           | 3 - 0     | Crotone   |
| Atalanta        | 1 - 3     | Lazio     |

## Quarti di finale
| Squadra 1     | Risultato   | Squadra 2 |
| ------------- | ----------- | --------- |
| 17 marzo 2021 |             |           |
| Fiorentina    | 3 - 1       | Juventus  |
| Genoa         | 2 - 0       | Empoli    |
| Cagliari      | 0 - 1 (dts) | Verona    |
| Inter         | 2 - 4       | Lazio     |

## Semifinali
| Squadra 1      | Risultato   | Squadra 2 |
| -------------- | ----------- | --------- |
| 14 aprile 2021 |             |           |
| Fiorentina     | 2 - 0       | Genoa     |
| Lazio          | 3 - 2 (dts) | Verona    |

## Finale
| Squadra 1  | Risultato | Squadra 2 |
| ---------- | --------- | --------- |
| Fiorentina | 2 - 1     | Lazio     |

### Tabellino
| Arbitro: | Colombo (Como) |

|                  |           |             |
| Spalluto 8’, 32’ | Marcatori | 58’ Bertini |

## Classifica marcatori
| Gol |  |  | Giocatore               | Squadra    |
| --- |  |  | ----------------------- | ---------- |
| 6   |  |  | Raúl Moro               | Lazio      |
| 6   |  |  | Samuele Spalluto        | Fiorentina |
| 4   |  |  | Marco Bertini           | Lazio      |
| 3   |  |  | Marco Bilotta           | Crotone    |
| 3   |  |  | Simone Castigliani      | Lazio      |
| 3   |  |  | Edoardo Colferai        | Monza      |
| 3   |  |  | Mikael Egill Ellertsson | SPAL       |